# Al-Ghuwajrijja (prowincja)
Al-Ghuwajrijja (arab. الغويرية) – była prowincja w emiracie Kataru. Znajdowała się w północnej części kraju. W 2004 roku została włączona do prowincji Al-Chaur.